# ネーム・アンド・シェイム
ネーム・アンド・シェイム（英語: Name and shame、名指し非難、名指しと恥さらし）とは、「ある個人・集団または企業体が何らかの不正を犯したと公表すること」または「違法行為を働いた者もしくは特定の基準に達しなかった者を公表すること」をいう。

## 概要
この手法は、国内外を問わず、人権蹂躙行為に対する糾弾に用いられることが多い。
特に、人権条約不遵守を名指しで批判され名誉や評判が毀損されうることは、国際社会における名誉ある地位を占めることを建前とする日本国をはじめ、自由民主主義国に対しては有効な牽制となることが期待される。
ネーム・アンド・シェイムが、残虐行為を減少させ、また名指しされた政府にとって人権状況を改善する動機となることが、複数の研究により示されている。一方で、ネーム・アンド・シェイムに意図されている効果があるかどうかを疑問視する研究者もいる。

## 公共政策での実施例
非違行為を行った個人の氏名または事業者名の公表（暗に不名誉を与えること（英: Shaming）を企図して行うものをいう。）が、コンプライアンスの促進またはコンプライアンス違反によって引き起こされる弊害の是正を目的とした公共政策の手段として用いられることがある。
事例としては以下のようなものが挙げられる。
- イギリス政府は、従業員に最低賃金を支払うことができなかった企業を公表するスキームを2010年に確立した。政府声明によると、この施策が採用されたのは、「政府として、一部の雇用者が、金銭的な抑止力よりも、支払い慣行の詳細が公表されることで生じる社会的・経済的制裁に反応する可能性が高いと認識している[11]」からであるとしている。
- 2013年、英国市民相談サービス（英語版）は、消費者法 (英国)（英語版）の実効性を強化するため、取引基準（英語版）の規制当局は、消費者に影響を与える悪しき取引慣行を是正しなかった事業者に対しネーム・アンド・シェイムを行うべきであると勧告した[12]。
- バラク・オバマ政権下のアメリカ合衆国において、中華人民共和国による米国へのサイバー攻撃について官民からの名指し非難[注釈 3]がなされたが、その後中国の攻撃は継続され、効果はなかったとされる[2]。
- 2018年12月、英国ビジネス・エネルギー・産業戦略省は、イングランドとウェールズでは34％、スコットランドでは46％に相当する、労働裁判所が裁定した賃金が未払いのままであったという政府調査の発表を受け[13]、裁定に従わずに支払いを怠った雇用主に風評による圧力（英語版）をかけるために「ネーミング・スキーム」を導入した[14]。
- 2020年、日本国内での新型コロナウイルス感染症の流行を受け、感染拡大防止の為の自粛要請に従わず営業を続けるパチンコ店の店名を公表する動きが自治体に広がっている[15]。
- 2020年10月から日本において施行された改正建設業法では、著しく短い期間を工期とする請負契約の締結が禁止され、必要に応じて違反した発注者を公表することが規定された[16]。
- 2021年4月22日、松本光弘警察庁長官が、宇宙航空研究開発機構（JAXA）など国内約200の企業や研究機関を標的としたサイバー攻撃について警視庁公安部が中国共産党員の男を書類送検した事件にからんで、「一連の攻撃がTick[注釈 4]と呼ばれる集団によって実行された」「山東省青島市を拠点とする人民解放軍の戦略支援部隊、61419部隊が関与している可能性が高い」と記者会見で発言。日本が国として公式に発した初めての「アトリビューション」（攻撃元の特定）であり、ネーム・アンド・シェイムによる抑止効果を期待したとみられる[17]。
- 2021年8月、海外からの入国者に署名を求めた自主隔離の誓約書に規定された「隔離期間の政府からのビデオ通話や電話連絡」に何らかの理由で応じ無かった入国者の氏名、年齢、都道府県データを厚生労働省が自らのウエブサイトで公開した[18]。